# 발우
발우(鉢盂)는 절에서 쓰는 승려의 공양 그릇으로, 나무나 놋쇠로 만들고 발우대, 발다라, 바리때, 바리 따위로 부른다. 부처가 탁발할 때 중생이 공양하는 음식이 아무리 많아도 넘치는 일이 없고 아무리 적은 양 이라도 그릇에 가득 차 보였다고 해서 응량기(應量器), 응기(應器)라고도 부른다. 세벌의 가사와 식사하기 위한 발우 한 개하는 뜻으로 삼의일발(三衣一鉢)이라 해서 스님들이 꼭 지녀야 하는 승물 중에 하나이기도 하고 옛 조사스님들이 전법할 때 전법의 증표로 삼기도 하였다
발우의 어원은 ‘식기’를 뜻하는 산스크리트어 ‘파트라(पात्र, paatra)’를 음역한 발다라(鉢多羅)와 의역한 ‘우(盂)’를 합친 것이다.
한국에서는 밥, 국, 물, 반찬 그릇 네 개가 한조로 되어있다. 발우를 포개어 놓았을 때 제일 아래 놓이는 큰 그릇은 어시발우(頭鉢)라고 하여 죽이나 밥을 담고, 크기에 따라 국, 청수물, 반찬 순서로 담는다.

## 같이 보기
- 발우공양